# Ljubovija
Ljubovija (en serbe cyrillique : Љубовија) est une ville et une municipalité de Serbie situées dans le district de Mačva. Au recensement de 2011, la ville comptait 3 946 habitants et la municipalité dont elle est le centre 14 424.

## Géographie
Ljubovija est située à l'ouest de la Serbie, dans la région d'Azbukovica, une sous-région du Podrinje serbe ; la ville est la capitale historique de cette sous-région. La rivière Drina sert de frontière entre la Bosnie-Herzégovine et la Serbie. La région, qui couvre une superficie de 356 km2, est constituée de collines et de montagnes, dont la plus importante est le mont Bobija qui culmine au pic de la Tornička Bobija (1 272 m). Les deux rivières les plus importantes du secteur sont la Trešnjica et la Ljuboviđa, deux affluents droits de la Drina ; la Trešnjica forme un canyon dans lequel nichent des vautours fauves (Gyps fulvus),.
La municipalité de Ljubovija est entourée par celles de Mali Zvornik et Krupanj au nord, par celles d'Osečina et par le territoire de la ville de Valjevo à l'est et par la municipalité de Bajina Bašta au sud ; elle est bordée par la frontière entre la Bosnie-Herzégovine et la Serbie à l'ouest ; de l'autre côté de la frontière se trouvent les municipalités bosniennes de Srebrenica et de Bratunac, toutes deux situées dans la république serbe de Bosnie.

## Climat
Le climat de Ljubovija, comme celui des autres localités du district de Mačva, est mesuré par la station météorologique de Loznica, qui enregistre des données depuis 1901 (coordonnées 44° 33′ N, 19° 14′ E). Ljubovija jouit d'un climat continental modéré.
La température maximale jamais enregistrée à la station a été de 42,3 °C le 24 juillet 2007 et la température la plus basse a été de −25,4 °C le 24 janvier 1963. Le record de précipitations enregistré en une journée a été de 100,7 mm le 20 juin 1956. La couverture neigeuse la plus importante a été de 69 cm les 13 et 14 février 1984.
Pour la période de 1961 à 1990, les moyennes de température et de précipitations s'établissaient de la manière suivante :
| Mois                                       | Janv | Fév  | Mars | Avr  | Mai  | Juin | Juil | Août | Sept | Oct  | Nov  | Déc  | Année |
| ------------------------------------------ | ---- | ---- | ---- | ---- | ---- | ---- | ---- | ---- | ---- | ---- | ---- | ---- | ----- |
| Températures maximales moyennes (°C)       | 3,8  | 6,9  | 12,1 | 17,5 | 22,4 | 25,3 | 27,4 | 27,4 | 23,9 | 18,3 | 11,3 | 5,6  | 16,8  |
| Températures moyennes (°C)                 | -0,2 | 2,3  | 6,5  | 11,4 | 16,1 | 19,2 | 20,7 | 20,1 | 16,5 | 11,3 | 6,2  | 1,8  | 11,0  |
| Températures minimales moyennes (°C)       | -3,5 | -1,4 | 1,8  | 6,0  | 10,4 | 13,6 | 14,8 | 14,3 | 11,2 | 6,6  | 2,5  | -1,4 | 6,2   |
| Moyennes mensuelles de précipitations (mm) | 51,0 | 49,2 | 57,7 | 70,0 | 82,7 | 99,5 | 84,4 | 76,3 | 61,9 | 53,7 | 70,3 | 63,6 | 820,3 |

## Histoire
La région d'Azbukovica conserve des traces d'activités humaines remontant à l'Âge de la pierre et, notamment, au Néolithique ; trois sites miniers ont été mis au jour par les archéologues sur le territoire de la municipalité.
La région fut partiellement libérée de la présence turque en 1834 et les Ottomans quittèrent définitivement la forteresse de Soko Grad en 1862 ; le secteur devint alors une zone frontalière avec la Bosnie ottomane voisine. La ville actuelle de Ljubovija fut créée en 1837, « au milieu du poljé de Drabić », à partir du système de défense mis en place le long de la Drina et elle obtint le statut de « bourg » (en serbe : varošica) le 3 juillet 1871.
En 1896, Ljubovija connut d'importantes inondations qui amenèrent les habitants à déplacer la localité sur la colline de Jabučje, où elle se trouve encore aujourd'hui.

## Localités de la municipalité de Ljubovija

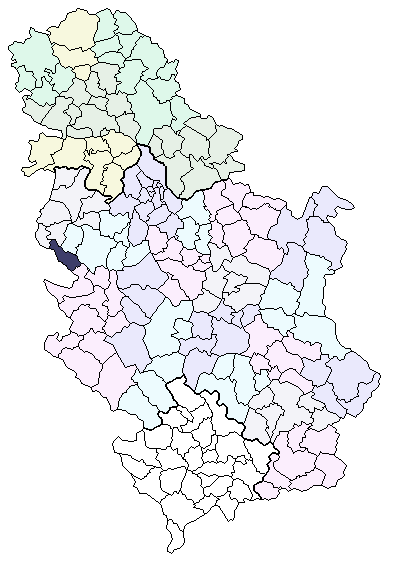
Localisation de la municipalité de Ljubovija en Serbie

La municipalité de Ljubovija compte 27 localités :
| - Berlovine - Vrhpolje - Gornja Ljuboviđa - Gornja Orovica - Gornja Trešnjica - Gornje Košlje - Gračanica - Grčić - Donja Ljuboviđa | - Donja Orovica - Drlače - Duboko - Leović - Lonjin - Ljubovija - Orovička Planina - Podnemić - Postenje | - Rujevac - Savković - Selenac - Sokolac - Tornik - Uzovnica - Caparić - Crnča - Čitluk |

Ljubovija est officiellement classée parmi les « localités urbaines » (en serbe : градско насеље et gradsko naselje) ; toutes les autres localités sont considérées comme des « villages » (село/selo).

## Démographie

### Ville

#### Évolution historique de la population dans la ville
| 1948 | 1953 | 1961  | 1971  | 1981  | 1991  | 2002  | 2011  |
| ---- | ---- | ----- | ----- | ----- | ----- | ----- | ----- |
| 597  | 660  | 1 142 | 1 614 | 2 717 | 3 663 | 4 130 | 3 946 |

## Religion
Sur le plan religieux, la municipalité de Ljubovija est essentiellement peuplée de Serbes orthodoxes. La ville et sa région relèvent de l'éparchie de Šabac (en serbe cyrillique : Епархија шабачка), qui a son siège à Šabac.

## Politique

### Élections locales de 2004
À la suite des élections locales serbes de 2004, les 36 sièges de l'assemblée municipale se répartissaient de la manière suivante :
| Parti                        | Sièges |
| ---------------------------- | ------ |
| Pour une Serbie européenne   | 12     |
| Parti démocratique           | 8      |
| Parti radical serbe          | 6      |
| Mouvement Force de la Serbie | 4      |
| Parti démocratique de Serbie | 3      |
| Mouvement serbe du renouveau | 3      |

Vidoje Jovanović, membre du Parti socialiste de Serbie (SPS), a été élu président (maire) de la municipalité de Ljubovija.

### Élections locales de 2008
À la suite des élections locales serbes de 2008, les 36 sièges de l'assemblée municipale de Ljubovija se répartissaient de la manière suivante :
| Parti                                                           | Sièges |
| --------------------------------------------------------------- | ------ |
| Parti démocratique de Serbie - Nouvelle Serbie                  | 10     |
| Parti socialiste de Serbie - Parti des retraités unis de Serbie | 10     |
| Pour une Serbie européenne                                      | 8      |
| Parti radical serbe                                             | 5      |
| Mouvement Moja Ljubovija                                        | 3      |

Milovan Kovačević, membre du Parti socialiste de Serbie, a été élu président (maire) de la municipalité ; Miroslav Nenadović, membre de la coalition Pour une Serbie européenne du président Boris Tadić, a été élu vice-président de la municipalité.

## Culture
La bibliothèque Milovan Glišić, fondée en 1939, est l'institution culturelle la plus importante de Ljubovija ; elle fonctionne sous nom depuis 1996 ; elle possède un fonds d'environ 33 000 ouvrages et dispose d'un petit musée et d'une salle de cinéma. La bibliothèque gère aussi une bibliothèque numérique (en serbe : Дигитална библиотека Љубовија et Digitalna bibioteka Ljubovija, qui met à la disposition de ses adhérents plus de 270 000 ouvrages ; le site met aussi en ligne de nombreuses photographies (histoire, patrimoine architectural etc.) et documents numérisés concernant la région de l'Azbukovica.
Ljubovija est également le siège du centre Azbukovica, créé en 1975 pour perpétuer les traditions culturelles de la région.

## Éducation
L'école élémentaire la plus ancienne de la municipalité de Ljubovija a été ouverte en 1836 à Gornja Trešnjica. Aujourd'hui, la municipalité compte une école maternelle (en serbe : predškolska ustanova), l'école Proletarac, qui accueille environ 120 enfants, 22 écoles élémentaires (osnovne škole), deux établissements d'études secondaires (srednje škole), dont le lycée Vuk Karadžić (Gimnazija Vuk Karadžić).

## Sport
Le club sportif le plus ancien de la ville est un club de football, le FK Drina Ljubovija fondé en 1928. Le territoire municipal, quant à lui, abrite 5 autres clubs de football : le FK Lonjin, le FK Vrhpolje, le FK Mladost à Uzovnica, le FK Bobija à Donja Orovica et le FK Donja Ljuboviđa. La ville possède également un club de football féminin, le ŽKK Ljubovija, créé en 1976, ainsi qu'un club de karaté.
Sur le plan des installations sportives, la municipalité dispose entre autres de deux gymnases, d'un stade de football moderne, le Stadion pod Kikom, ainsi que de plusieurs terrains de jeu.
D'autres activités en liaison avec les ressources naturelles de la région sont également pratiquées dans le secteur, comme le rafting sur la Drina, à travers le Rafting klub Drinska regata, ou encore la chasse et la pêche sportive.

## Économie
Les deux entreprises les plus importantes de Ljubovija sont la société JP Ljubovija, qui travaille dans le domaine des travaux publics, et JKP Standard, qui travaille dans le secteur du bâtiment. La société Omega Plus, créée en 2004, fabrique toutes sortes de revêtements pour la maison (isolants, contreplaqus, parquets etc.) et pour l'ameublement. La ville abrite des succursales de la Intesa banka, de l'Agrobanka et de la NLB banka.
Sur le plan agricole, la région est particulièrement renommée pour son apiculture, déjà mentionnée au XVe siècle.

## Tourisme

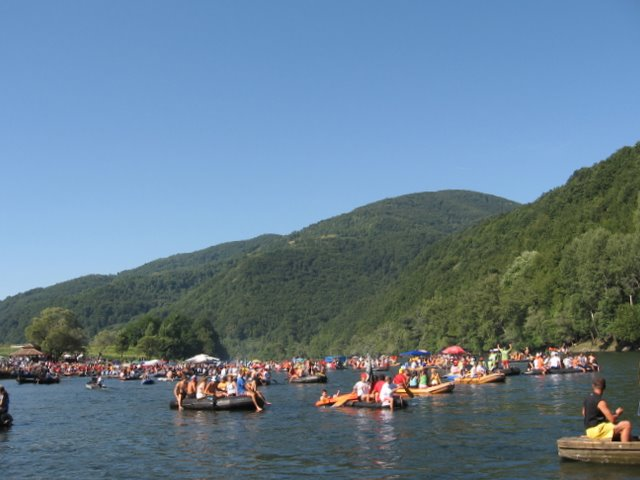
La Régate de la Drina, près de Ljubovija

Ljubovija, avec la rivière Drina et ses collines boisées, est propice au tourisme de nature ; en dehors de la Drina elle-même, le canyon de la rivière Trešnjica et le mont Bobija constituent les pôles d'attraction les plus importants du secteur. La région est adaptée au tourisme rural, comme, entre autres, à l'ethno-village de Vrhpolje,. Des sentiers de randonnée, balisés, permettent de découvrir la région d'Azbukovica, autour de Ljubovija. La pêche sportive dans la Drina et la Trešnjica est encadrée par l'association Drina (en serbe : OOSR Drina), créée en 1951 ; les rivières sont riches en brochets, en barbeaux, en huchons ou en hotus. La société de chasse Mileta Polić-Bata (en serbe : Lovačko udruženje Mileta Polić-Bata) gère un domaine de 34 911 ha, 30 775 ha dévolus à cette activité sportive ; on y trouve notamment des cerfs, des sangliers, des lièvres et des faisans.
Le rafting est une des activités sportives les plus importantes de la Drina et de ses gorges. Le Rafting klub Drinska regata de Ljubovija organise chaque année plusieurs régates, dont la Régate du Nouvel An (en serbe : Novogodišnja regata) et, en juillet, la Régate de la Drina (en serbe : Drinska regata) ; en 2011, cette dernière manifestation a rassemblé près de 20 000 personnes. D'autres manifestations sportives sont également organisées dans la municipalité, comme la course cycliste de la Biciklijada ou le rallye automobile de la Džipijada, qui propose un parcours de 87 km dans la région de l'Azbukovica.
La municipalité de Ljubovija abrite deux sites classés parmi les biens culturels de grande importance de la république de Serbie : le vieux pont sur la Ljuboviđa, à Donja Orovica, qui remonte au XVIe siècle, et le mémorial de Mačkov kamen, consacré au souvenir de la Première Guerre mondiale. Sur le territoire de Ljubovjija se trouvent aussi le monastère Saint-Nicolas de Soko et la forteresse de Soko Grad, ainsi que deux autres monastères, ceux de la Sainte-Trinité de Bijele Vode et du monastère de la Sainte-Trinité de Čitluk. Donja Orovica conserve une église en bois et le mont Boboja, une autre église en bois consacrée au Saint-Prince-Lazar ; l'église en bois Saint-Pierre-et-Saint-Paul de Selenac a probablement été construite dans la première moitié du XIXe siècle. L'église de la Transfiguration, à Ljubovija, située dans le centre-ville, a été édifiée en 1932.